# Sourav Ganguly
Pour les articles homonymes, voir Ganguly.
Sourav Chandidas Ganguly est un joueur de cricket international indien né le 8 juillet 1972 à Calcutta. Ce batteur débute dans le Ranji Trophy avec le Bengale en 1990, puis avec l'Inde en One-day International en 1992 et en Test cricket en 1996. Il est capitaine de la sélection entre 2000 et 2005 et est le joueur qui a disputé le plus de test-matchs à la tête de l'équipe.

## Bilan sportif

### Équipes
|                       | First-class cricket | List A cricket    | Twenty20    |
| --------------------- | ------------------- | ----------------- | ----------- |
| Bengale               | 1989-90 - 2006-07   | 1989-90 - 2007-08 | 2006-07     |
| Lancashire            | 2000                | 2000              |             |
| Glamorgan             | 2005                | 2005              | 2005        |
| Northamptonshire      | 2006                | 2006              | 2006        |
| Kolkata Knight Riders |                     |                   | 2008 - 2010 |

### Statistiques et performances
Avec plus de onze mille runs marqués en One-day International, Ganguly a le quatrième meilleur total de runs et le deuxième meilleur total indien en carrière dans cette forme de jeu. En Test cricket, il possède le quatrième meilleur total de runs marqués par un indien au cours de sa carrière.
Il a été capitaine de l'équipe d'Inde à quarante-neuf reprises en Test cricket, ce qui en fait le joueur ayant disputé le plus de matchs à la tête de la sélection dans cette forme de jeu.
| Statistiques internationales                          |       |     |
|                                                       | Tests | ODI |
| Matchs joués                                          | 113   | 311 |
| Mise à jour de la boîte : 8 août 2008 Actualiser aide |       |     |